# Glenea hasselti
Glenea hasselti é uma espécie de escaravelho da família Cerambycidae.  Foi descrito por Ritsema em 1892.  É conhecida a sua existência na Sumatra.